# Marta Ingarden
Marta Ingarden (tên khai sinh: Marta Bińkowska, sinh ngày 8 tháng 9 năm 1921 tại Lviv - mất ngày 18 tháng 1 năm 2009 tại Kraków) là kiến trúc sư và kỹ sư Ba Lan.

## Cuộc đời
Ingarden sinh ngày 8 tháng 9 năm 1921 tại Lviv. Năm 1939, bà tốt nghiệp trường Trung học Jadwiga ở Lviv. Bà bắt đầu theo học tại Khoa Kiến trúc tại Đại học Bách khoa Quốc gia Lviv. Năm 1945, Ingarden bắt đầu theo học tại Khoa Kiến trúc tại Đại học Công nghệ Tadeusz Kościuszko. Bà tốt nghiệp năm 1948.

## Sự nghiệp
Sau khi tốt nghiệp, bà nhận công việc thiết kế tại Văn phòng Xây dựng Công nghiệp Than ở Krakow, sau đó là Tổng cục Nhà ở Công nhân, và từ ngày 1 tháng 1 năm 1950 bà làm việc cho Văn phòng Trung tâm về Dự án và Nghiên cứu Nhà ở thành phố Nowa Huta.
Năm 1957, Ingarden cùng với chồng Janusz nhận được giải thưởng cho thiết kế của "tòa nhà thử nghiệm" trong khu nhà B-32. Bà thiết kế các dự án của nhà máy Nowa Huta, nhà hát Ludowy, và Osiedle Szklane Domy

## Đời tư
Marta Ingarden qua đời vào ngày 18 tháng 1 năm 2009 tại Kraków. Tang lễ diễn ra vào ngày 24 tháng 1 năm 2009 tại Nghĩa trang Salwator.